# 卡尔斯特
卡尔斯特（德語：Kaarst，發音：[ˈkaːɐ̯st] ⓘ）是德国北莱茵-威斯特法伦州杜塞尔多夫行政区诺伊斯莱茵县的城市，面积37.39平方千米，2023年12月31日人口为44,208人。